# Delegacja do Kongresu USA stanu Hawaje
Delegacja stanu Hawaje zasiadająca w Kongresie Stanów Zjednoczonych (stan przyjęto do Unii 21 sierpnia 1959 roku):

## Senatorowie

### Klasa 1
1. Hiram L. Fong (1959–1977), Republikanin
2. Spark Matsunaga (1977–1990), Demokrata
(Zmarł piastując mandat)
3. Daniel Akaka (od 1990), Demokrata
(Początkowo mianowany na miejsce zmarłego poprzednika, wybierany potem samodzielnie)

### Klasa 2
1. Oren E. Long (1959–1963), Demokrata
2. Daniel Inouye (od 1963), Demokrata
(Zmarł piastując mandat)
3. Brian Schatz (od 2012),
(Początkowo mianowany na miejsce zmarłego poprzednika, wybrany potem samodzielnie)

## Izba Reprezentantów

### Okręg 1.(Wcześniej obejmujący, przed utworzeniem okręgu 2., cały stan)
1. Daniel Inouye (1959–1963), Demokrata
2. Thomas Ponce Gill (1963–1965), Demokrata
3. Patsy Mink (1965–1977), Demokratka
{Była pierwszą niebiałą kobietą zasiadającą w Kongresie)
4. Cecil Heftel (1977–1986, Demokrata
(Zrezygnował)
5. Neil Abercrombie (1986–1987), Demokrata
6. Pat Saiki (1987–1991), Republikanka
7. Neil Abercrombie (1991–2009), Demokrata
8. Charles Djou (2009–2011), Republikanin
9. Colleen Hanabusa (od 2011), Demokrata

### Okręg 2.(Utworzony po spisie ludności w1960)
1. Spark Matsunaga (1963–1977), Demokrata
2. Daniel Akaka (1977–1990), Demokrata
(Mianowany senatorem)
3. Patsy Mink (1991–2002), Demokratka
(Zmarła piastując mandat)
4. Ed Case (od 2002), Demokrata
5. Mazie Hirono (2007–2013), Demokratka
6. Tulsi Gabbard (od 2013), Demokratka